# Štirje okronani
Štirje okronani (izvirno latinsko Quatuor coronati) je prostozidarska loža, ki deluje na Dunaju. Loža je predvsem znano po tem, da se ukvarja z raziskovanjem zgodovine prostozidarstva.
Med člani lože je tudi Branko Šömen.